# Hoja masitá
Hoja masitá (Hoya carnosa), též známá pod názvem voskovka masitá či jen voskovka, je listový sukulent. Roste často epifyticky. Je oblíbenou pokojovou květinou a nejčastěji pěstovaným druhem rodu hoja. Původně pochází z jihovýchodní Asie, Tchaj-wanu a Japonska.

## Popis
Rostlina roste velice rychle a vyžaduje ke svému růstu oporu, nejlépe kruhovou. Její výhony mohou dosahovat délky až 6 m. Na svých dlouhých, poléhavých dřevnatějících stoncích nese lesklé, tmavě zelené dužnaté listy se silnou pokožkou, které jsou vstřícné a mají oválný, mírně zašpičatělý tvar. Listy jsou 5–8 cm dlouhé a 3–4 cm široké, masité a lesknou se jako voskové. Kvete od jara do podzimu pětičetnými hvězdicovitými květy, které vytvářejí polokulovité květenství. Jednotlivé kvítky mají v průměru kolem 1,5 cm, květenství může obsahovat až 30 kvítků. Plstnatá koruna má bílou nebo narůžovělou barvu, vedlejší koruna je lesklá pěticípá hvězdička s červeným středem. Květy intenzivně vylučují sladký nektar, vytvářející průzračnou kapku na každém kvítku. Kvete po celé léto a její květy silně voní, někomu však může výrazná vůně připadat nepříjemná až zapáchající. Kvalitní květy vynášejí pouze dobře vyvinuté rostliny. Kořen rostliny je žlutavý, uvnitř bílý. Jeho chuť je palčivá – ostrá až hořká. Hoja může trpět na opadávání listů a květů. Velmi často ji také napadají mšice, které rostlinu výrazně poškozují.
Rostlina je původem z Číny, Indie a Malajsie.

## Český název
Zavedený rodový název voskovka není doporučováno používat, neboť je stejný jako název pro rod voskovka (Cerinthe) z čeledi brutnákovité (Boraginaceae).

## Význam
Hoja masitá patří mezi tradičně pěstované pokojové rostliny. Využívá se k ozelenění stěn, často se nechává splývat z nábytku. Díky svým květům velice esteticky působí na květinových stolcích, oknech nebo policích. Tato rostlina je oblíbená díky své trvanlivosti v interiérech. Není příliš náročná, proto se jí nemusí bát ani pěstitelští začátečníci.

## Pěstování
V létě by se teplota vzduchu pro hoju měla pohybovat mezi 18–22 °C. V zimě na světlém stanovišti bude vyhovující teplota 12–13 °C. Celkově důležité je vybrat slunečné stanoviště, protože hoja potřebuje dostatek slunečních paprsků. Dostatek světla je podmínka pro to, aby výhony, na kterých kvete, mohly dostatečně vyzrát. Nikdy by však neměla být vystavena přímému slunci. Rostlině se daří dobře i při umělém světle, ale nevykvete. Rostlina se stáčí ke světlu a nepříliš dobře snáší změnu umístění vůči světlu. Proto by se neměla přemisťovat, ani otáčet. Měla by se nechávat na jednom, vhodně zvoleném stabilním místě. Důležitý je pro rostlinu také čerstvý vzduch. Další nutností je mírná, přesto však pravidelná zálivka. V letních měsících je třeba zvýšit intenzitu. Jako zálivka je, alespoň v létě, ideální dešťová voda. V zimě se zálivka omezuje. Stačí, když kořenový bal bude polosuchý. Důležitým faktorem je také hnojení. V době vegetace hnojíme každých 7 dní standardním tekutým organickým nebo plným průmyslovým hnojivem. Odkvetlé stonky nikdy neodstraňujeme, protože se na nich vytváří nová květenství. Seřezávání květních stvolů po odkvětu rostlině nesvědčí, nemohou tak v dalších letech vyrůstat vedlejší okolíky květů. Jako substrát pro zakořenění je pro hoju vhodná jakákoli živná a kyprá půda, nevadí jí zahradní půda s příměsí písku. Optimální je pro ni také hydroponie a iontoponie. Nesnese však vyšší koncentraci živného roztoku než 0,1 %. Sledovat by se měla i vlhkost, která by měla být 40–60%.

## Množení
Množí se na jaře stonkovými řízky s jedním párem listů, které zakořeňují při teplotě půdy okolo 20–25 °C. Kromě půdy zakořeňují i ve vodě, písku nebo jiných substrátech, od ledna do května. Po zakořenění vysazujeme do květináčů o průměru 10–15 cm po dvou až třech rostlinkách. Více se nedoporučuje, rostliny by byly slabší a ne tolik husté a urostlé. Vhodné je zvolit rašelinu s pískem v poměru 1 : 1. Mladé rostliny je třeba mírně zastiňovat, později nevadí plné osvětlení. Přesazuje se jednou ročně, květen – srpen. Čím starší rostlina je, tím méně by se měla přesazovat. Ani s právě kvetoucí rostlinou se nemá příliš manipulovat, je tady riziko opadání květů. Od dubna je vhodné hoju přihnojovat roztokem vícesložkového hnojiva 0,1–0,2 %.

## Zajímavosti

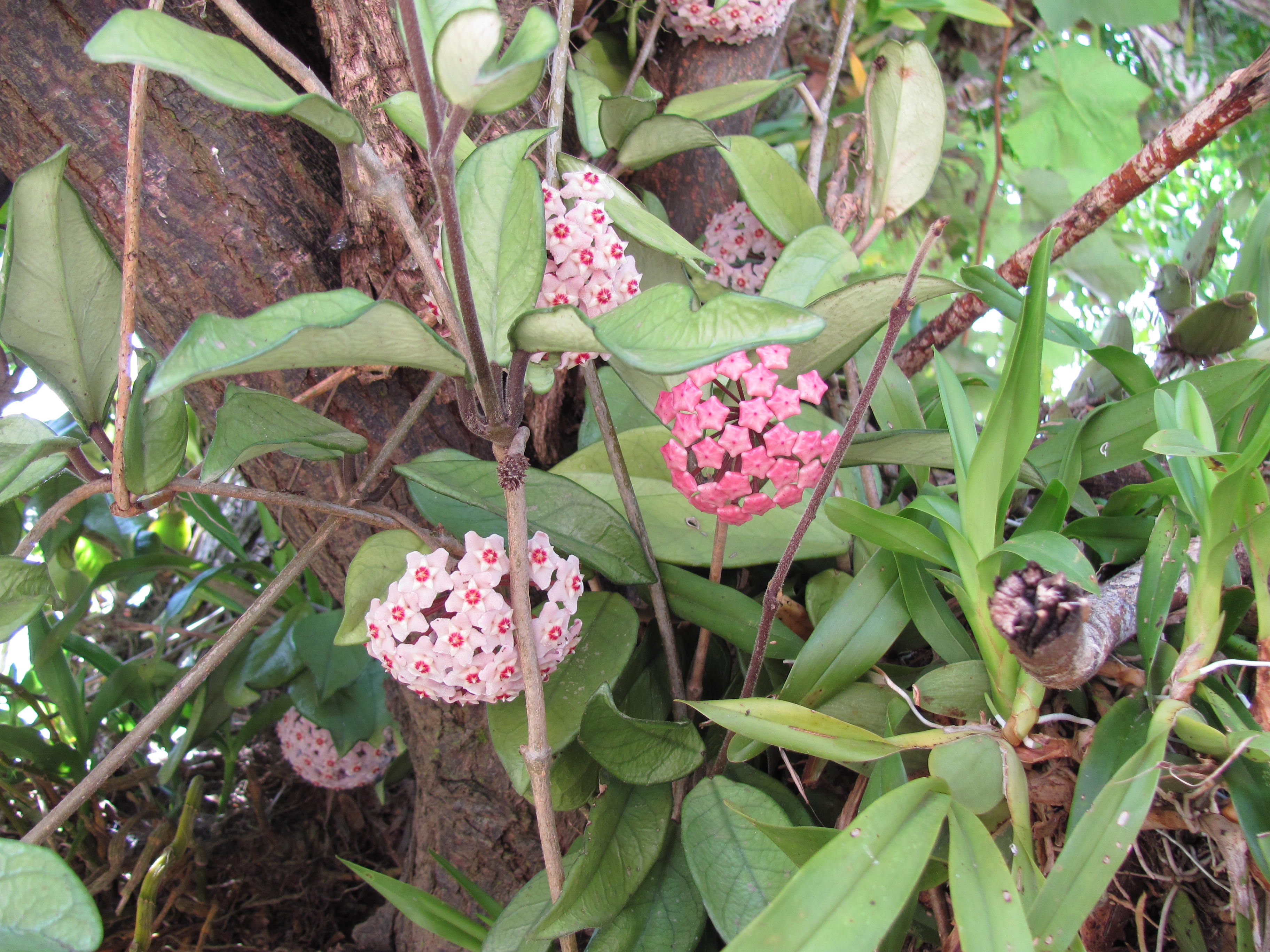
Květenství a listy

Hoja masitá se objevila již ve starém českém herbáři z roku 1899. Avšak pod názvem perluha obecná, jak je hoja masitá také zřídka nazývána. Kromě běžného popisu rostliny se zde také pojednává o jejích léčivých účincích. Mladé části hoji se používaly jako lék k vnějšímu užití proti uštknutí brýlovcem.
Již roku 1846 se nazývá perlucha obecná.